# Telenomus pentatomus
Telenomus pentatomus är en stekelart som beskrevs av Jean-Jacques Kieffer 1906. Enligt Catalogue of Life ingår Telenomus pentatomus i släktet Telenomus och familjen Scelionidae, men enligt Dyntaxa är tillhörigheten istället släktet Telenomus och familjen gallmyggesteklar. Arten är reproducerande i Sverige. Inga underarter finns listade i Catalogue of Life.